# Daniel Hubmann
Daniel Hubmann, född 16 april 1983 i Eschlikon, är en schweizisk orienterare.

## Meriter
- 4 VM-guld, 8 VM-silver, 5 VM-brons
- 2 JVM-guld
- 3 EM-Guld, 2 EM-silver, 2 EM-brons
- 2002 - Årets manlige idrottare i Thurgau
- 2005 - Tvåa i kategorin årets nykomling i Credit Suisse Sports Awards
- 2007 - Banrekord (1.06.00) i Frauenfeld halvmaraton
- Rankad som nr 1 i världen 1 augusti-4 oktober 2006